# Alexander Esswein
Alexander Esswein (Worms, 25 de março de 1990) é um futebolista profissional alemão que atua como atacante.

## Carreira
Alexander Esswein começou a carreira no 1. FC Kaiserslautern.